# خانه عباس صاحب الزمانی
خانه عباس صاحب الزمانی مربوط به دوره قاجار است و در شهرستان رفسنجان، روستای قاسم‌آباد، بلوار امام حسین واقع شده و این اثر در تاریخ ۱۸ خرداد ۱۳۸۴ با شمارهٔ ثبت ۱۱۸۸۱ به‌عنوان یکی از آثار ملی ایران به ثبت رسیده است.